# Покров (Гагаринский район)
 Покров — деревня  в  Смоленской области России,  в Гагаринском районе. Расположена в северо-восточной части области  в 20  км к югу от Гагарина в 14 км южнее автодороги М1 «Беларусь» на автодороге Гагарин – Тёмкино. Население — 280  жителей (2007 год). Административный центр Покровского сельского поселения.

## Достопримечательности
- Обелиск Герою Советского Союза Е.М. Волкову.